# 奧蘭治親王國
奧蘭治親王國（法語：Principauté d'Orange）是一個曾經位於現今法國南部普羅旺斯地區、亞維儂以北一段羅納河左岸的親王國。
1163年，時任神聖羅馬帝國皇帝腓特烈一世將隸屬阿尔勒王国、環繞奧蘭治的奧蘭治伯國升格為帝國內享有獨立主權的親王國。1544年，該國的親王勒內·沙龍遇刺身亡，沒有子嗣。拿騷王朝的旁支後人沉默者威廉繼任奧蘭治親王，其家族遂被稱為奧蘭治-拿騷家族。
公國在17世紀被法國佔領。1713年，歐洲多國為了完結西班牙王位繼承戰爭，簽署《烏特列支條約》，公國正式劃歸法國，然而「奧蘭治親王」的頭銜仍然由奧蘭治-拿騷家族的後人使用，最終成為荷兰王国王儲的稱號。